# 南芬站
南芬站，位于中华人民共和国辽宁省本溪市南芬区，是沈丹铁路上的火车站，建于1905年，由沈阳局集团管辖。

## 歷史
- 建于1905年。

## 車站周邊
- 中国信合中兴储蓄所
- 中国移动南芬营业厅
- 中国电信南芬中心路营业厅
- 中国邮政储蓄银行南芬营业所
- 中国农业银行南芬支行
- 中国建设银行南芬支行
- 南芬客运站
- 南芬区林业局
- 南芬区物价局
- 南芬区教育局
- 南芬区环境保护局
- 南芬区人民政府
- 南芬区卫生局
- 丹阜高速公路
- 南芬露天矿万人坑纪念碑
- 细河
- 中国信合南联储蓄所

## 外部連結
- 中国铁路客户服务中心（页面存档备份，存于）